# Casandria penicillum
Casandria penicillum là một loài bướm đêm trong họ Noctuidae.